# George Breen
George Thomas Breen  (ur. 19 lipca 1935 w Buffalo, zm. 9 listopada 2019) – amerykański pływak. Wielokrotny medalista olimpijski.
Największe sukcesy odnosił w stylu dowolnym, specjalizował się w długich dystansach. Brał udział w dwóch igrzyskach olimpijskich (IO 56, IO 60), na obu zdobywał medale. W 1956 wywalczył srebro w sztafecie 4 × 200 metrów stylem dowolnym (tworzyli ją także Dick Hanley, Bill Woolsey i Ford Konno) oraz brąz na dystansie 400 i 1500 metrów. W 1960 ponownie zajął trzecie miejsce na dystansie 1500 metrów. W 1959 zdobył złoto (400 m kraulem) i srebro (1500 m kraulem) igrzysk panamerykańskich. Pobił 6 rekordów świata. W 1975 został przyjęty w poczet członków International Swimming Hall of Fame.